# قانون العمل (الأردن)
قانون العمل في الأردن هو مجموعة القواعد القانونية التي تنظم العلاقة بين صاحب العمل والعامل التابع له ويقصد بالتابع أي العامل الذي يتبع أوامر وتعليمات صاحب العمل ويعمل تحت إشرافه وتوجيه منه وبرقابة منه حيث ينشأ عن عقد العمل علاقة قانونية قوامها التبعية القانونية.

## التبعية
تظهر التبعية القانونية من خلال:
1. سلطة صاحب العمل في تنظيم العمل.
2. صلاحية وضع قواعد تأديبية.
3. صلاحية فرض العقوبة التأديبية على العامل الذي يخالف الأوامر والتعليمات.

## مصطلحات مستخدمة
الخاص: تستخدم كلمة الخاص وذلك لتممييز قانون العمل والفئات المحكومة بأحكام حيث يقتصر تطبيق قانون العمل على العمال العاملين في القطاع الخاص فقط أو على مؤسسات الدولة وهذا يقودنا إلى البحث في نطاق تطبيق قانون العمل.
1. العامل: يشمل قانون العمل في أحكامه كافة العاملين ويقصد بالعامل كل شخص ذكرا أو أنثى يؤدي عملا لقاء أجر ويعمل تحت إمرة صاحب العمل وبهذا التعريف فإن القانون لا يميز بين عمل الذكر أو الأنثى أو العمال الأجانب أو الأحداث فكل شخص أياً كان جنسه أو جنسيته يعمل لقاء أجر وتحت إشراف صاحب العمل يعتبر عاملا خاضعا لأحكام قانون العمل.
2. صاحب العمل: ويقصد به كل شخص طبيعي أو معنوي يستخدم شخصا أو أكثر لقاء أجر وبهذا التعريف فإن صاحب العمل يمكن أن يكون شخصا طبيعيا أو شخصا معنويا خاصا كشركة أو مؤسسة ويخرج من نطاق تعريف صاحب العمل الهيئات العامة (الدولة ومؤسساتها) وعليه لا يعتبر موظفوا الدولة بكافة وزاراتها أو هيئاتها المستقلة أو البلدية أو العاملين في القوات المسلحة أو الأمن العام أو خاضعين لأحكام قانون العمل إنما يخضعوا إلى أحكام أنظمة الخدمة المدنية أو القوانيين الخاصة بهم.
3. الماجور: لا يتصور قيام عقد العمل دون أجر فالعامل الذي يعمل يستحق أجرا عن عمله وإذا اتفق صاحب العمل والعامل على العمل دون تحديد الأجر ونفذ العامل العقد فإنه يستحق الأجر ويحدد مقدار الأجر وفقا لعرف المهنة أو ما يستحقه عامل مماثل لعمل العامل الذي لم يحدد أجره وقد حدد المشرع الأردني الحد الأدني للأجور على النحو التالي:

1. الحد الأدنى لأجر العامل الأردني 220 ديناراً.
2. الحد الأدنى لأجر العامل غير الأردني 150 ديناراً.

### المميزات
1. الصفة الآمرة لقواعده: أي أنه لا يجوز الاتفاق على خلاف القواعد الواردة في هذا القانون ويعتبر أي اتفاق مخالف باطل إلا أنه يجوز الاتفاق على ما يخالف قواعد قانون العمل إذا كانت تحقق مصلحة أفضل للعامل.
2. ذو طبيعة واقعية: يواقع المجتمع بفئات العمال جميعا فهو ينظم عمل الذكور والإناث والأحداث وأصحاب الإعاقات ويضع أحكاما خاصة لكل فئة لتتناسب مع العمر أو الجنس وعدم تعرض تلك الفئات إلى الأخطار المختلفة.
3. ذو طبيعة منحازة عند تفسير أحكامه إلى العامل: أي أن أحكام قانون العمل تفسر لمصلحة العامل باعتباره الطرف الأضعف في العلاقة القانونية.

#### الإجازات المستحقة للعامل
1. إجازة سنوية: ويقصد بها فترة من الراحة تعطى للعامل حتى يستعيد نشاطه.

- مدة الإجازة: يستحق العامل إجازة سنوية لمدة 14 يوما في السنة الواحدة و 21 يوما في السنة إذا عمل لدى نفس صاحب العمل 5 سنوات متصلة.
- لا تحسب مدة العطل الرسمية أو إجازة نهاية الأسبوع من الإجازات السنوية.
- إذا لم تبلغ مدة العامل السنة وانتهت فيحق له الحصول على نسبة الإجازة على المدة التي عمل خلالها.
- لا يجوز أن يقل الجزء من الإجازة السنوية عن يومين إذا لم تؤخذ دفعة واحدة.

1. إجازة الأمومة: للمرأة العاملة الحق في الحصول على إجازة أمومة وبأجر كامل قبل وبعد مجموع مدة هذه الإجازة عشر أسابيع على أن لا يقل الحد من الإجازة بعد الوضع عن ستة أسابيع ويحظر تشغيل المرأة خلال تلك الفترة.[1]

## التعويضات عن إصابة العمل
ويقصد بإصابة العمل إصابة العامل أثناء العمل بحادث أو بسبب العمل ويعتبر في حكم العمل الذهاب إلى العمل ومن العمل إلى المنزل كما يدخل في إصابات العمل ما يسمى بأمراض المهنة على صاحب العمل أن يعوض العامل عن هذه الإصابات وتطبق الأحكام التالية (إذا كان العمل غير مشترك في الضمان الاجتماعي أو مشترك فيه).

### الإصابة في حال العامل غير مشترك في الضمان الاجتماعي
إذا أصيب العامل أثناء العمل أو بسببه بإصابة أدت إلى وفاته أو أدت إلى ضرر جسماني يحول دون استمرار قيامه بأعمال فعلى صاحب العمل أن يقوم بنقله إلى المستشفى وأن يرسل إشعارا إلى وزارة العمل خلال مدة لا تزيد عن 48 ساعة ويتحمل صاحب العمل نفقات العلاج.

### مقدار التعويض
1. حاله الوفاة أو العجز الكلي: يستحق العامل تعويضا من صاحب العمل يساوي أجر 1200 يوم على أن لا يقل التعويض 2000 دينار ولا يزيد عن 5000 دينار ويأخذ حكم الوفاة العجز الكلي.
2. حاله الإصابة التي ينتج عنها عجز مؤقت العجز الذي يحول دون ممارسه العامل أعماله لفترة مؤقتة ومن ثم يعود إلى ممارسة أعماله ويستحق تعويضا يعادل 75% من معدل أجره اليومي اعتبارا من يوم الإصابة إلى حين العودة، أما إذا كان داخل المستشفى 65% من معدل أجرة اليومي.

### الحالات التي يسقط فيها حق المصاب بالمطالبة بالتعويض
1. حالة حدوث الإصابة عن فعل متعمد أو خطأ أو إهمال جسيم من قبل المصاب.
2. حالة حدوث الإصابة عن تأثير الخمر أو المؤثرات العقلية.
3. حالة مخالفة العامل المصاب التعليمات المقررة.

- لا تطبق الحالات السابقة عجز دائم 30% فأكثر.

## مكافئة نهاية الخدمة
يستحق العامل غير الخاضع لأحكام الضمان الاجتماعي مكافئة نهاية خدمة إذا انتهت خدمته عند صاحب العمل بمقدار ((أجر آخر شهر بعدد سنوات الخدمة)).

## انتهاء عقد العمل
1. إذا اتفق الطرفان على إنهائه.
2. إذا انتهت مدة عقد العمل المحدد.
3. إذا بلغ سن الشيخوخة وفقا لقانون الضمان الاجتماعي.
4. وفاة العامل (لكن وفاة صاحب العمل لا تنهي عقد العمل).

## العامل المشترك في الضمان الاجتماعي
يخضع لأحكام قانون الضمان الاجتماعي.

### نطاق تطبيقه
يطبق على جميع المؤمن عليهم اعتبارا من 1/9/2011 باستثناء المنتسبين اختياريا وموظفي الدوائر الحكومية والمؤسسات الرسمية والعامة.

### نسبة الاقتطاع
(20.25%) من أجر العامل موزعة كما يلي:
- (13.25%) من أجر العامل تدفعها المنشأة عن كافة العاملين لديها ذكورا وإناثا.
- (7%) تقتطعها المنشأة من أجور جميع العاملين لديها.

من الجدير بالذكر بأن النسب أعلاه هي لسنة 2015. في حين أنه من المقرر والمخطط له مراجعة هذه النسب ورفعها تدريجيا حسب الآتي:
- 2016: (21%) من أجر العامل موزعة كما يلي:
  - (13.75%) من أجر العامل تدفعها المنشأة عن كافة العاملين لديها ذكورا وإناثا.
  - (7.25%) تقتطعها المنشأة من أجور جميع العاملين لديها.
- 2017: (21.75%) من أجر العامل موزعة كما يلي:
  - (14.25%) من أجر العامل تدفعها المنشأة عن كافة العاملين لديها ذكورا وإناثا.
  - (7.50%) تقتطعها المنشأة من أجور جميع العاملين لديها.[3]

### الاستحقاق
يشترط لاستحقاق المؤمن عليه بدل التعطل عن العمل:
- أن لا يقل عدد اشتراكاته بالضمان عن (36) اشتراكاً فعلياً قبل تاريخ استحقاقه للبدل (لا تحسب مدة الانتساب الاختياري ضمن هذه المدة).
- أن لا يكون قد أكمل سن (59) سنة للذكر أو سن (54) سنة للأنثى.
- أن يكون متعطلاً عن العمل عند صرف البدل.
- أن تتوفر لدى المؤمن عليه الأسس والمعايير التالية:

1. الرغبة في العمل والبحث عنه.
2. أن يكون المؤمن عليه غير الأردني المتعطل عن العمل مقيماً داخل المملكة إقامة.

### ما يصرف للمتعطل عن العمل
1. ثلاثة أشهر إذا كان عدد اشتراكاته في التأمين أقل من (180) اشتراكاً.
2. ستة أشهر إذا كان عدد اشتراكاته في هذا التأمين (180) اشتراكاً فأكثر.

ويحسب بدل التعطل عن العمل للمؤمن عليه خلال مده التعطل على أساس النسب التالية من آخر أجر خاضع للضمان:
1. (75%) للشهر الأول.
2. (65%) للشهر الثاني.
3. (55%) للشهر الثالث.
4. (45%) لكل من الأشهر الرابع والخامس والسادس.

- يكون الحد الأقصى لبدل التعطل (500) دينار شهريا ويبدأ صرفه اعتبارا من أول الشهر التالي للشهر الذي تقدم خلاله بطلب صرف البدل.
- يستحق المؤمن عليه بدل التعطل عن العمل لثلاث مرات طيلة فترة شموله بأحكام القانون على أن يكون له فترة اشتراك فعلية لمدة لا تقل عن 36 شهراً قبل كل مرة يتقدم فيها لصرف البدل.
- يوقف صرف بدل التعطل عن للمؤمن عليه إذا ثبت للمؤسسة أنه عاد إلى عمل يتقاضى عنه أجراً أو زاول عملاً تجارياً أو مهنياً لحسابه الخاص.

## انظر ايضًا
الحد الأدنى للأجور في الأردن